# Diana Der Hovanessian
Diana Der Hovanessian (Worcester, Massachusetts, 1934. május 21 – 2018. március 1.), örmény-amerikai költő, műfordító, író. Költészetének tárgya elsősorban Örményország és az örmény diaszpóra.

## Élete és pályafutása
Diana Der Hovanessian Worcesterben született örmény családban. A Bostoni Egyetemen tanult angol szakon, majd a Harvard Egyetemen folytatta tanulmányait, ahol tanára Robert Lowell volt.
Amerikai irodalmat tanított a Jereváni Állami Egyetemen, és kétszer Fulbright-ösztöndíjasként az örmény költészet professzora volt (Professor of Armenian Poetry). Számos műhelyt vezetett többek között a Bostoni Egyetemen, Bard College-ban és a Columbia Egyetemen, ezen kívül vendégként előadásokat tartott az amerikai költészetről, az örmény költészet fordításáról és az emberi jogok irodalmáról. Több mint harminc éven át az Új-Angliai Költőklub elnökeként tevékenykedett, és a Columbia Egyetem fordítócsoportjában is benne volt. Költőként dolgozott a massachusettsi iskolákban.
Három verseskötetét lefordították örmény nyelvre, és kiadták Jerevánban. Művei megjelentek görög, francia és román nyelven is. Der Hovanessian versei megjelentek többek között a The New York Times-ban, a The Christian Science Monitor-ban, a The Boston Globe-ban, a Paris Review-ban, a Writer's Almanac-ban, az AGNI-ban, a The American Poetry Review-ban és a The Nation-ben.

## Főbb művei
- How to choose your past (1978)
- Come sit beside me and listen to Kouchag: Medieval Poems of Nahabed Kouchag (1984)
- About time: poems (1987)
- Songs of bread, songs of salt (1990)
- Selected Poems (1994)
- The Circle Dancers (1996)
- Any Day Now : poems (1999)
- The Burning Glass : poems (2002)
- The Other Voice: Armenian Women's Poetry Through the Ages (2005)
- The Second Question : poems (2007)
- Dancing at the monastery : poems (2011)

## Fordítás
Ez a szócikk részben vagy egészben  a   Diana Der Hovanessian című angol Wikipédia-szócikk ezen változatának fordításán alapul.  Az eredeti cikk szerkesztőit annak laptörténete sorolja fel. Ez a jelzés csupán a megfogalmazás eredetét és a szerzői jogokat jelzi, nem szolgál a cikkben szereplő információk forrásmegjelöléseként.